# Mehdi Abbasov
Mehdi Abbasov (in azero Mehdi Yusif oğlu Abbasov; Aghvorik, 1º gennaio 1960 – Nagorno Karabakh, 13 gennaio 1992) è stato un militare azero, Eroe Nazionale dell'Azerbaigian, Combattente della guerra del Karabakh, nonché Maestro dello Sport dell'URSS.

## Biografia

### Formazione
Mehdi Abbasov nacque il 1º gennaio 1960 ad Aghvorik, in Armenia. Mehdi aveva 11 anni quando la famiglia fu costretta a fuggire dai territori nativi e a trasferirsi in Kazakistan. Si sabilirono nel villaggio di Kulan della regione di Tulkubash del Kazakistan. Nel 1980 Mehdi fece la richiesta per l'iscrizione ai corsi preparativi dell'Istituto Pedagogico di Chimkand. L'anno successivo completò l'iscrizione al primo anno dello stesso Ateneo. Nel 1985 conseguì una laurea in addestramento militare primario ed educazione fisica. Fu assunto dalla scuola del villaggio Michurin della regione di Tulkubash.
Seguendo la normativa sportiva sulla lotta classica, Mehdi conseguì il titolo di "Maestro dello Sport dell'URSS". Nel 1989, con decisione del Comitato della Regione Tulkubash del Partito Comunista di Kazakistan fu mandato a lavorare negli organi degli affari interni. Nel 1989-1990 frequentò i corsi superiori di Stavropol del Ministero degli Affari interni dell'URSS, successivamente continuò il servizio in qualità di procuratore sul territorio nel Dipartimento degli affari interni della regione di Enbayshin. Quando l'Azerbaigian si trovò nella situazione bellica, Mehdi decise di andare a dare il sostegno ai suoi connazionali. Il 28 giugno 1991 fu assegnato all'ordine del Ministero dell'Interno della Repubblica dell'Azerbaigian. Ha iniziato la sua carriera come comandante di rotta con il grado di primo tenente alla Brigata Speciale della Polizia del Ministero dell'Interno.

### Coinvolgimento in combattimenti
Mehdi Abbasov ha meritato il soprannome di "Mikhaylo" per il coraggio dimostrato. Ha guadagnato 4 volte il premio del Ministero dell'Interno. L'ultima battaglia di Mehdi è stata quella del 13 gennaio 1992. Le battaglie attorno alla postazione di Malikgian erano intense e Mehdi combatteva come sempre in prima linea. Durante questa ultima battaglia è stato colpito alla testa da un proiettile dei cecchini. Nonostante un suo compagno di battaglia fosse riuscito a tirarlo fuori dalla zona del pericolo, Mehdi ha perso la vita quello stesso giorno.

## Famiglia
Non si sposò mai e non ebbe figli.

## Premi e riconoscimenti
Con decreto presidenziale 831 del 6 giugno 1992 al luogotenente Abbasov Mehdi, figlio di Yusif è stato assegnato il titolo onorifico di ”Eroe Nazionale dell'Azerbaigian” dopo la sua morte.
È sepolto nel Viale dei Martiri. Il villaggio di Rushan della regione di Ismayilli, viene attualmente chiamato Mehdikand in onore del coraggioso guerriero. Una delle principali strade di Ismayilli porta il suo nome.
Nel 2018 a İsmayıllı è stato presentato il film dal titolo "Missione speciale" dedicato alla vita e al percorso combattivo di Mehdi Abbasov.